# Lobocleta inanis
Lobocleta inanis là một loài bướm đêm trong họ Geometridae.